# Cellarinella nodulata
Cellarinella nodulata är en mossdjursart som beskrevs av Campbell Easter Waters 1904. Cellarinella nodulata ingår i släktet Cellarinella och familjen Sclerodomidae. Inga underarter finns listade i Catalogue of Life.